# Arida turneri
Arida turneri là một loài thực vật có hoa trong họ Cúc. Loài này được (M.L.Arnold & R.C.Jacks.) D.R.Morgan & R.L.Hartm. mô tả khoa học đầu tiên năm 2003.